# Joseph Wright Jr.
Joseph George Harris „Joe” Wright Jr. (ur. 28 marca 1906 w Toronto, zm. 7 czerwca 1981 tamże) – kanadyjski wioślarz, srebrny medalista olimpijski.
Wystąpił na igrzyskach olimpijskich w Amsterdamie w 1928 roku, gdzie wspólnie z Jackiem Guestem zdobył srebrny medal w dwójce podwójnej. W finale walkę o złoto przegrali o 9,6 sekundy z Amerykanami. Wystartował również w jedynkach, odpadając w drugiej rundzie. Został ponadto zgłoszony do startu w ósemkach, jednak nie wystartował. Brał też udział w igrzyskach olimpijskich w Los Angeles cztery lata później, gdzie odpadł w pierwszej rundzie rywalizacji jedynek.
Poza wioślarstwem uprawiał także futbol kanadyjski. Reprezentował Argonaut Football Club w latach 1924-1936. W 1933 zdobył Puchar Greya. Po zakończeniu kariery był działaczem sportowym, zajmując między innymi stanowiska prezydenta Canadian Association of Amateur Oarsmen oraz klubu Toronto Argonauts.
Jego ojciec, Joseph Wright Sr. oraz brat, George Wright także byli wioślarzami, a żona, Martha Norelius, była trzykrotną mistrzynią olimpijską w pływaniu.